# Mercenaries 2: World in Flames
Mercenaries 2 World in Flames är ett datorspel och uppföljaren till Mercenaries: Playground of Destruction. Spelet utvecklades av Pandemic Studios och utgavs av Electronic Arts till PlayStation 2, PlayStation 3, Xbox 360 och Windows. Spelet utspelar sig i ett alternativt Venezuela.
Spelet släpptes den 31 augusti 2008 i USA och den 5 september i Europa. 

## Handling
Mercenaries 2: World in Flames utspelar sig under augusti 2010 i Venezuela. Spelet börjar med att spelaren närmar sig affärsmannen Ramon Solanos villa. Spelaren möts av en man vid namn Blanco, som tidigare har samarbetat med spelfiguren, men avbrutit samarbetet när han slutade att tjäna pengar. I villan träffar spelaren Solano, som anställer spelaren för att rädda general Carmona i den Venezuelanska armén, vilken hålls fången av armén efter att han har misslyckats med en statskupp. När spelaren har räddat Carmona försöker Solano att mörda spelaren för att undvika inblandning i sina planer för Venezuela. Spelaren lyckas fly och börjar att planera en hämnd mot Solano. 
Något senare lyckas Carmona med en ny statskupp och väljer då Solano som landets nya ledare. Solano påbörjar ett kraftfullt försök att ta över all landets olja, vilket hålls av ett företag vid namn Universal Petroleum, som lurade den förra regeringen att ge UP full kontroll över Venezuelas olja. Intensiva strider emellan Venezuela och UP:s legosoldater resulterar i att landet kollapsar och driver ut människor ifrån deras hem. Som respons till detta skapas det en rebellgrupp som kallas för People's Liberation Army of Venezuela (PLAV). De slås mot både Venezuela och Universal Petroleum.
Spelaren utför ett flertal uppdrag för olika länder och för då information om var Blanco befinner sig. När spelaren får tag på Blanco får man reda på var Solanos stridsvärn finns. Man skickar då in en "bunker buster"-bomb, men det visar sig att bomben är för svag och att det enda som är kraftigare är en atombomb. Spelaren får då träffa olika generaler för Kina och AN (som är en parodi på FN). De är de enda fraktionerna i spelet som har tillgång till kärnvapen. Man får välja vilken fraktion som man vill göra uppdrag för. Vilken sida spelaren än väljer så leder det till att spelaren får i uppdrag att ta över huvudstaden Caracas. När spelaren har klarat av det får man tillgång till en atombomb och kan då ta sig in i Solanos bunker. Spelaren dödar Solano samtidigt som han försöker fly i en helikopter.

## Karaktärer
Alla tre legosoldater har återvänt från det första spelet. Däremot har de lämnat sin gamla arbetsgivare, ExOps, och jobbar istället som frilansare. I början av spelet kan man välja mellan tre spelbara karaktärer. De är Mattias Nilsson (svensk), Jennifer Mui (Hongkong) och Chris Jacobs (amerikan).